# Orimattila
Orimattila es una ciudad finlandesa, situada en la región de Päijänne Tavastia. Tiene 16 382 habitantes y un área de 814.21 km², de los cuales 28.87 km² es agua.

## Historia
La ciudad fue fundada en 1636 y consiguió los derechos de ciudad en 1992. Orimattila ha tenido larga tradición en la industria textil, desde la década de 1800.